# NGC 72
NGC 72 est une galaxie spirale barrée dans la constellation d'Andromède. NGC 72 a été découverte par l'astronome américain R. J. Mitchell.

## Caractéristiques
Sa vitesse par rapport au fond diffus cosmologique est de 6 931 ± 25 km/s, ce qui correspond à une distance de Hubble de 102,2 ± 7,2 Mpc (∼333 millions d'al).
La classe de luminosité de NGC 72 est I-II et elle présente une large raie HI.

## Groupe de NGC 68
NGC 72 fait partie du groupe de NGC 68. PGC 1208 à proximité de NGC 72 est quelquefois appelée NGC 72A.
Le groupe de NGC 68 contient au moins une quarantaine de galaxies, dont NGC 67, NGC 68, NGC 69, NGC 70, NGC 71 et NGC 74.

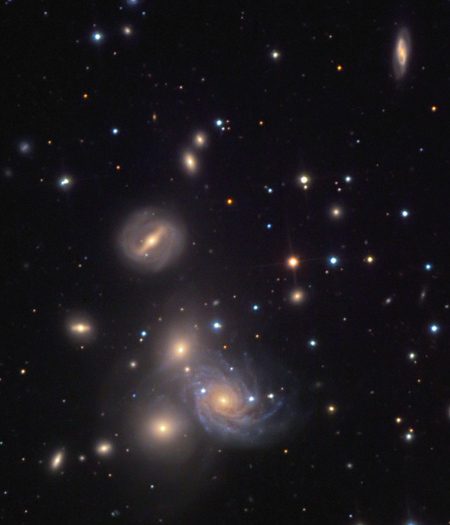
Groupe de galaxies NGC 68. NGC 72 est la galaxie située au-dessus des trois galaxies NGC 68, NGC 70, galaxie spirale bleutée, et NGC 71.